# Barbara O'Neil
Pour les articles homonymes, voir O'Neil.
Barbara O'Neil (parfois créditée Barbara O'Neill), née à Saint-Louis (Missouri) le 17 juillet 1910, morte à Cos Cob (Greenwich, Connecticut) le 3 septembre 1980, est une actrice américaine.

## Biographie
Au cinéma, Barbara O'Neil tourne 17 films (américains, sauf le dernier, italien) entre 1937 et 1971. Elle obtient notamment le rôle d’Ellen O'Hara, mère (à 28 ans !) de Scarlett O'Hara dans Autant en emporte le vent (1939).
À la télévision, elle participe à quatre séries de 1954 à 1957.
Au théâtre, elle joue dans des pièces à Broadway entre 1932 et 1960.

## Théâtre (piècesà Broadway)
- 1932 : Carry Nation de Frank McGrath, mise en scène de Blanche Yurka, avec Esther Dale, Joshua Logan, Mildred Natwick, James Stewart
- 1933 : Forsaking all Brothers d'Edward Roberts et Frank Cavett, mise en scène par Thomas Mitchell, avec Tallulah Bankhead, Cora Witherspoon
- 1934 : Mother Lode de Dan Totheroh et George O'Neil, avec Thomas Chalmers, Melvyn Douglas (également metteur en scène), Beulah Bondi, Tex Ritter
- 1935 : Reprise de W.D. Bristol
- 1936 : Ten Million Ghosts de Sidney S. Kingsley, avec George Coulouris, Orson Welles
- 1942-1943 : The Willow and I de John Patrick, avec Gregory Peck, Martha Scott, Cora Witherspoon
- 1943 : Counterattack de Janet et Philip Stevenson, d'après Ilyia Vershinin et Mikhaïl Ruderman, avec Richard Basehart, Karl Malden
- 1944-1945 : The Searching Wind de Lillian Hellman, avec Montgomery Clift
- 1945-1946 : Deep are the Roots d'Arnaud d'Usseau et James Gow, mise en scène par Elia Kazan, avec Barbara Bel Geddes, Lloyd Gough, Charles Waldron
- 1950-1952 : Affairs of State de (et mise en scène par) Louis Verneuil, avec Celeste Holm, Reginald Owen
- 1954 : Portrait de femme (The Portrait of a Lady), adaptation par  William Archibald du roman éponyme d'Henry James, mise en scène par José Quintero, avec Jennifer Jones, Cathleen Nesbitt, Robert Flemyng
- 1960 : Little Moon of Alban de James Costigan, avec Julie Harris, Robert Redford

## Filmographie

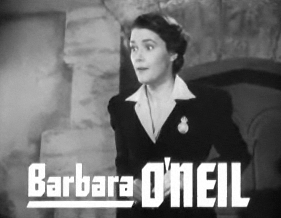
Dans Shining Victory (1941)

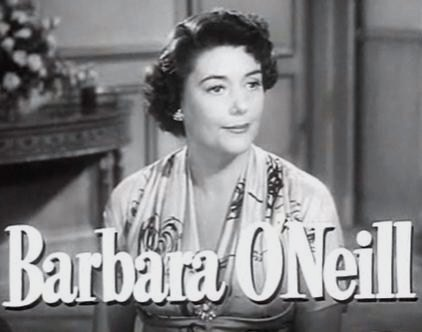
Dans Un si doux visage (1952)

### Cinéma (intégrale)
- 1937 : Stella Dallas de King Vidor
- 1938 : Love, Honor and Behave de Stanley Logan
- 1938 : Je suis la loi (I Am the Law) d'Alexander Hall
- 1938 : Frou-frou (The Toy Wife) de Richard Thorpe
- 1939 : Autant en emporte le vent (Gone with the Wind) de Victor Fleming, George Cukor et Sam Wood
- 1939 : La Tour de Londres (Tower of London) de Rowland V. Lee
- 1939 : Veillée d'amour (When tomorrow comes) de John M. Stahl
- 1939 : Frères héroïques (The Sun Never Sets) de Rowland V. Lee
- 1940 : L'Étrangère (All this, and Heaven too) d'Anatole Litvak
- 1941 : Shining Victory d'Irving Rapper
- 1948 : Tendresse (I remember Mama) de George Stevens
- 1948 : Le Secret derrière la porte (Secret beyond the Door) de Fritz Lang
- 1949 : Le Mystérieux Docteur Korvo (Whirpool) d'Otto Preminger
- 1952 : Un si doux visage (Angel Face) d'Otto Preminger
- 1956 : La Femme du hasard (Flame of the Islands) d'Edward Ludwig
- 1959 : Au risque de se perdre (The Nun's Story) de Fred Zinnemann
- 1971 : Le Lion de Saint-Pétersbourg (Leoni di Petersburgo) de Mario Siciliano

### Télévision (sélection)
- 1954 : The Philco Television Playhouse
  - Saison 6, épisode 23 The Catamaran de Vincent J. Donehue et épisode 25 Run Like a Thief de Jeffrey Hayden (Mme Pollard)
- 1954-1957 : Studio One
  - Saison 6, épisode 21 Possession diabolique (Dark Possession, 1954 : Emily Bell) de Franklin J. Schaffner, épisode 31 Romney (1954 : Margaret) de Franklin J. Schaffner et épisode 44 Sue Ellen (1954 : la tante Ti) de Mel Ferber
  - Saison 7, épisode 42 Le Jour précédant le mariage (The Day Before the Wedding, 1955) de Seymour Robbie : Martha Henderson
  - Saison 9, épisode 6 The Pilot (1956) : Sœur Frances Helen
  - Saison 10, épisode 2 First Prize for Murder (1957) : Mme Cory